# Thê Hà
Thê Hà hay Tê Hà (tiếng Trung: 栖霞区, Hán Việt: Thê Hà khu) là một quận của thành phố Nam Kinh (南京市), tỉnh Giang Tô, Cộng hòa Nhân dân Trung Hoa. Quận này có diện tích 340 km², dân số 320.000 người. Quận Thê Hà có 8 nhai đạo. Tê Hà giáp Trường Giang về phía bắc, giáp Cấu Dung về phía đông, phía tây giáp thành Nam Kinh, phía nam giáp Giang Ninh.